# Вудсток-на-Дону
Вудсток-на-Дону — рок-фестиваль, проведённый в мае 1969 года в Ростове-на-Дону, на одной из многочисленных баз отдыха Левбердона. Первый в СССР независимый рок-фестиваль на открытом воздухе.
Название «Вудсток-на-Дону» появилось гораздо позже, благодаря журналистам (знаменитый фестиваль «Вудсток» пройдёт в августе 1969 года). Среди музыкантов и зрителей этот фестиваль в 1969 году называли «поп-сейшн».

## История
Рок-фестиваль был проведён при большом скоплении молодёжи 9 мая 1969 года на базе отдыха проектного института «РостовСельхозСтрой», располагавшейся на Левбердоне. Фестиваль был организован усилиями музыкантов ростовской группы «Утренняя Роса». Поскольку отец басиста «Утренней Росы», Сергей Алексеевич Хохлов, был секретарём парткома в институте «РостовСельхозСтрой», на институтской базе отдыха без лишних формальностей и удалось провести фестиваль.
В фестивале участвовали ростовские группы «Утренняя Роса» (А. Агеев, Е. Хохлов, Б. Абдель-Крим, В. Щербаков, Е. Катенев, В. Васильев) «Неудачники» (В. Гражданкин, С. Лютый, М. Завалишин), «Малыш и братья» (А. Путилин, братья Белоусовы), «Корда» (И. Скрягин, Л. Липянский).
Плакат фестиваля, он же — задник во всю стену, изготавливали во дворе ростовского Дома Актёра друзья музыкантов, начинающие художники (А. Танель, Г. Зисман, В. Кондратьев).
8 мая на базу завозили аппаратуру, концерты групп состоялись 9 мая, в пятницу. А в субботу аппаратуру и инструменты уже вывезли. Фестиваль посетило около двух тысяч человек.

## Группы, участвовавшие в фестивале
- «Утренняя Роса»
- «Неудачники»
- «Малыш и братья»
- «Корда»

## Цитаты
- «9 мая, в пятницу, уже все ростовские старшеклассники знали, что на Левбердона проходит крутейший бит-фестиваль. А в субботу, с утра, пол-города потянулось через мост к этой базе отдыха. И я, в том числе, с друзьями из моей 49-й школы. Много было ещё народа из 5, 47, 51 школ, с нашей тусовки в скверике „Энергетик“. Толпа собралась, как перед первомайской демонстрацией, когда по всем переулкам народ стекается к своим колоннам. Только тут какая-то странная толпа, волосатая и прикинутая… Менты удивлялись, но никого не винтили. В субботу, на третий день, концертов уже не было, только отдельные группки с гитарами… Говорили потом, что про этот фест через пару дней сообщили даже по Голосу Америки! В нашей прессе, разумеется, царила полная тишина»[6] — Александр Кисляков, 2019.

## Память
- 8 мая 2019 года в концертном зале Донской государственной публичной библиотеки состоялся юбилейный концерт, посвящённый 50-летию первого независимого open-air рок-фестиваля в СССР «Вудсток-на-Дону»[6][7].
- В майском номере журнала «Кто главный» за 2019 год вышла статья с воспоминаниями участника рок-фестиваля «Вудсток-на-Дону» об этом событии[8].
- «Вудсток-на-Дону» — 50 лет — интервью с участниками фестиваля.